# Obmanicze
Obmanicze (biał. Абманічы, Abmaniczy; ros. Обманичи, Obmaniczi) – wieś na Białorusi, w obwodzie grodzieńskim, w rejonie lidzkim, w sielsowiecie Dubrowna, w pobliżu Lidy.
Znajduje tu się stacja kolejowa Hutna, położona na linii Mołodeczno – Lida.

## Historia
W XIX i w początkach XX w. położone były w Rosji, w guberni wileńskiej, w powiecie lidzkim, w gminie Lida.
W dwudziestoleciu międzywojennym leżały w Polsce, w województwie nowogródzkim, w powiecie lidzkim, w gminie Lida. W 1921 miejscowość liczyła 114 mieszkańców, zamieszkałych w 17 budynkach, wyłącznie Polaków. 111 mieszkańców było wyznania rzymskokatolickiego i 3 prawosławnego.
Po II wojnie światowej w granicach Związku Sowieckiego. Od 1991 w niepodległej Białorusi.